# Novelsis uteana
Novelsis uteana är en skalbaggsart som beskrevs av Thomas Casey 1900. Novelsis uteana ingår i släktet Novelsis och familjen ängrar. Inga underarter finns listade i Catalogue of Life.